# Reboot (singel TVXQ)
Reboot – czterdziesty czwarty singel południowokoreańskiego zespołu TVXQ, wydany w Japonii 20 grudnia 2017 roku przez Avex Trax. Został wydany w trzech edycjach: regularnej CD, limitowanej CD+DVD oraz „Bigeast”. Osiągnął 2 pozycję w rankingu Oricon i pozostał na liście przez 9 tygodni, sprzedał się w nakładzie 152 538 egzemplarzy w Japonii. Singel zdobył status złotej płyty.

## Lista utworów

### CD
| CD | CD                                   | CD             | CD                                                    | CD                                                    | CD      |
| Nr | Tytuł utworu                         | Tekst          | Kompozycja                                            | Aranżacja                                             | Długość |
| -- | ------------------------------------ | -------------- | ----------------------------------------------------- | ----------------------------------------------------- | ------- |
| 1. | „Reboot”                             | H.U.B.         | Obi Mhondera, Christopher Wortley, DWB, Hide Nakamura | Obi Mhondera, Christopher Wortley, DWB, Hide Nakamura | 4:52    |
| 2. | „Begin ~Again Version~”              | Kiyoshi Matsuo | Jin Nakamura                                          | Shinjirō Inoue                                        | 6:15    |
| 3. | „Reboot -Long Version-”              | H.U.B.         | Obi Mhondera, Christopher Wortley, DWB, Hide Nakamura | Obi Mhondera, Christopher Wortley, DWB, Hide Nakamura | 5:13    |
| 4. | „Reboot” (Less Vocal)                |                | Obi Mhondera, Christopher Wortley, DWB, Hide Nakamura | Obi Mhondera, Christopher Wortley, DWB, Hide Nakamura | 4:52    |
| 5. | „Begin ~Again Version~” (Less Vocal) |                | Jin Nakamura                                          | Shinjirō Inoue                                        | 6:15    |

### CD+DVD
| CD | CD                                   | CD             | CD                                                    | CD                                                    | CD      |
| Nr | Tytuł utworu                         | Tekst          | Kompozycja                                            | Aranżacja                                             | Długość |
| -- | ------------------------------------ | -------------- | ----------------------------------------------------- | ----------------------------------------------------- | ------- |
| 1. | „Reboot”                             | H.U.B.         | Obi Mhondera, Christopher Wortley, DWB, Hide Nakamura | Obi Mhondera, Christopher Wortley, DWB, Hide Nakamura | 4:52    |
| 2. | „Begin ~Again Version~”              | Kiyoshi Matsuo | Jin Nakamura                                          | Shinjirō Inoue                                        | 6:15    |
| 3. | „Reboot” (Less Vocal)                |                | Obi Mhondera, Christopher Wortley, DWB, Hide Nakamura | Obi Mhondera, Christopher Wortley, DWB, Hide Nakamura | 4:52    |
| 4. | „Begin ~Again Version~” (Less Vocal) |                | Jin Nakamura                                          | Shinjirō Inoue                                        | 6:15    |

| DVD | DVD                                                     | DVD     |
| Nr  | Tytuł utworu                                            | Długość |
| --- | ------------------------------------------------------- | ------- |
| 1.  | „Reboot” (Video Clip)                                   |         |
| 2.  | „Begin ~Again Version~” (Video Clip)                    |         |
| 3.  | „Reboot” ((Video Clip) -Off Shot Movie-)                |         |
| 4.  | „Begin ~Again Version~” ((Video Clip) -Off Shot Movie-) |         |

## Notowania
| Lista                             | Pozycja |
| --------------------------------- | ------- |
| Oricon Weekly Singles Chart       | 2       |
| Oricon Yearly Singles Chart       | 45      |
| Billboard Japan Hot 100           | 3       |
| Billboard Japan Top Singles Sales | 2       |